# 寶林寺 (瑞浪市)
薬王山 寶林寺（ほうりんじ、宝林寺）は、岐阜県瑞浪市宮前町にある曹洞宗の寺院。
宮前町の日吉神社に隣接する。

## 歴史
慶安4年(1651年)、当時岩村にあった妙仙寺の斧峯牛鈯が開山したと伝わるが、寛永5年（1628年）の帳が残されており、
「寶林寺由来記」には、「妙仙寺天禅 この里の薬師の草庵に住し、後に廃す」と記されているので、以前から薬師の草庵が存在していたと考えられる。
寶林寺は開創以来、岩村の妙仙寺の前住職が隠居後に住することが多く、天禅牛運が二世となり、密運要芝が四世となっている。
密運要芝は、元禄8年（1695年）、土岐郡の寺院で発足した「土岐巡礼集」の前文を賛し、寶林寺は土岐郡三十三所巡礼十番に選ばれて、
「ここもまた　補陀落山の寺川戸　浮世の垢を洗う瀧津瀬」と詠まれている。
密運要芝は、元禄12年（1699年）、請われて「桜堂観音記」を筆稿し、宝永元年（1704年）には堂宇を再建して中興となった。
寶林寺には密運要芝の墓がある。
寶林寺には、かつて高光庵と浄應庵という末寺があったが、明治初期に廃寺となった。
高光庵と浄應庵は、安政4年（1857年）外国船来航に伴う海防のために他の六ヵ寺（長見寺（上山田）・陽向寺（須之宮）・永泉寺・大龍院（小里）・淨圓寺(水上)・信光寺（萩原））と共に梵鐘を供出し、「私共八ヵ寺には梵鐘御座無く候」と出名している。

## 境内

### 納経塔
納経塔は宝篋印塔で、銘文から寶林寺十一世の大胤禅梁が観音経を三拝礼しては一字づつ写経して塔内に納経したことがよく判る貴重な塔である。
納経塔の塔身の下段の台石部の四面の東側には、「是経一巻三千五百二十三字、一字三押して敬書し、大角之中に安置す」。西側には、「一字礼観音心経　如来安置御門庭　全身舎施七宝塔　羅竦天宮入地冥」。南側には、「維時明和三丙戊花月日　宝林十一世大胤禅梁書」、北側には、「一宇礼観音心経　如来安置護門庭　全身舎　七宝塔羅疎天宮八地冥」等が刻銘してある。
塔形は、瑞浪市明世町月吉の大應寺にある塔の構造と相似している。
碑文によると、その年に疫病が流行したため、その退散と平癒祈願のために建塔されたものである。

### 一字一石供養塔
納経塔（宝篋印塔）と並んでいる角柱塔で、正面に七字題目の「南無妙法蓮華経」。側面に「一石一字一番一頂一礼願　経塔〇写経〇心赫〇実相銘日　旹延宝七己未歳南呂念七日 土岐郡 寺河戸村 寶林禅寺　住密雲謹書」と納経塔建立の由緒が刻まれている。銘文中の南呂は、陰暦の8月、念七日は27日、密雲とは、寶林寺四世で「桜堂由来記」や「土岐郡三十三霊場」の前文を書いた学僧であった密雲要芝のことである。
銘文から密雲和尚が法華経文か七字題目を一石（普通丸石）に一字づつ書写して埋めてこの塔を建立した一字一石供養塔であることが判る。

### 宝林寺墓地内の水鉢
水面は扇型　上巾49cm、下巾26cm、深さ10cm、縦長26cm、縁の厚さ6cm、総高65cm、自然石。
刻銘は「享保九甲辰歳九月十八日　泰堂　奉寄進　観音講」とある。
享保9年(1724年)に建立されたものであるが、近代的な水道施設を取りつけたもので、常に清浄な水を得ることができている。

### 名号碑
寶林寺墓地内にある、正保5年(1648年)造立の剣型碑で、「正保五稔戊子初夏十五日」と刻まれている。

### 三十三所観音石像
寶林寺墓地内にある、寛政5年(1793年)～天保14年(1843年)に建てられた三十三所観音石像で、概ね半数が残っている。

### 地蔵菩薩石像
寶林寺墓地内にある、正徳3年(1713年)造立の光・立・合掌姿の墓碑地蔵である。